# Семпец
Семпец (пол. Sępiec) — польский дворянский герб.

## Описание
Описание герба дается в «Сборнике дипломных гербов Польского Дворянства» (РГИА. Ф.1411. Оп.1. Д.440. Л.81):
Щит рассеченный. В правой лазуревой части два скрещенных серебряных меча с золотыми рукоятями. В левой золотой части черное коршуново крыло. Щит увенчан Дворянским коронованным шлемом. Нашлемник: три серебряных страусовых пера. Намёт  лазуревый с золотом.

## Герб используют
Яков Герлич, г. Семпец, жалован дипломом на потомственное дворянское достоинство Царства Польского. Герб Герличей внесён в Часть 1 Сборника дипломных гербов Польского Дворянства, невнесённых в Общий Гербовник, стр. 38.